# 지장전
지장전(地藏殿)은 지장보살을 본존으로 두는 불교 사찰의 건물을 말한다. 지장보살을 본존으로 하되, 저승에 있는 10명의 왕을 더 봉안한 전각을 명부전(冥府殿) 또는 시왕전(十王殿)이라고 한다.

## 사진

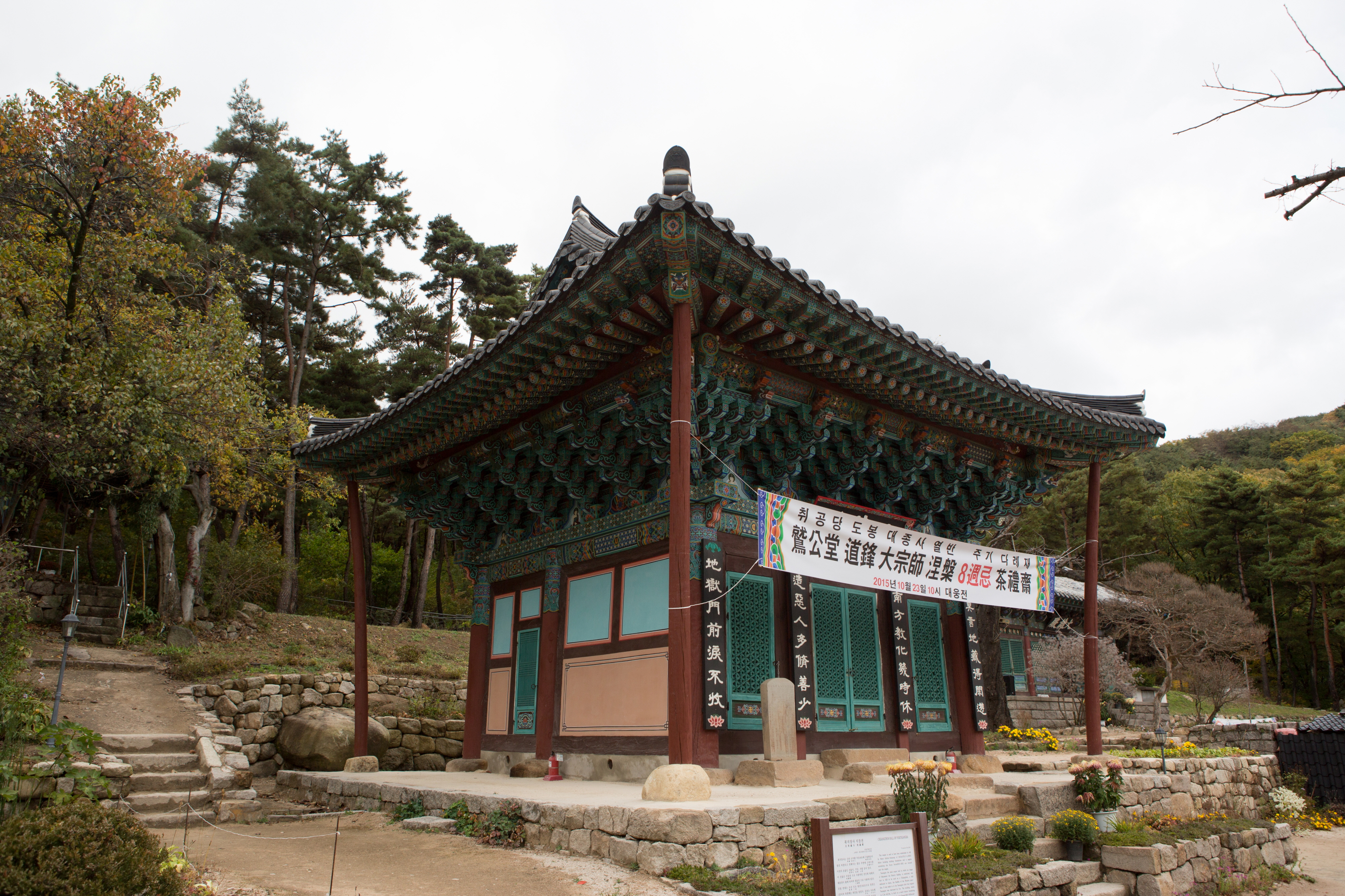
대구광역시 팔공산 북지장사 지장전
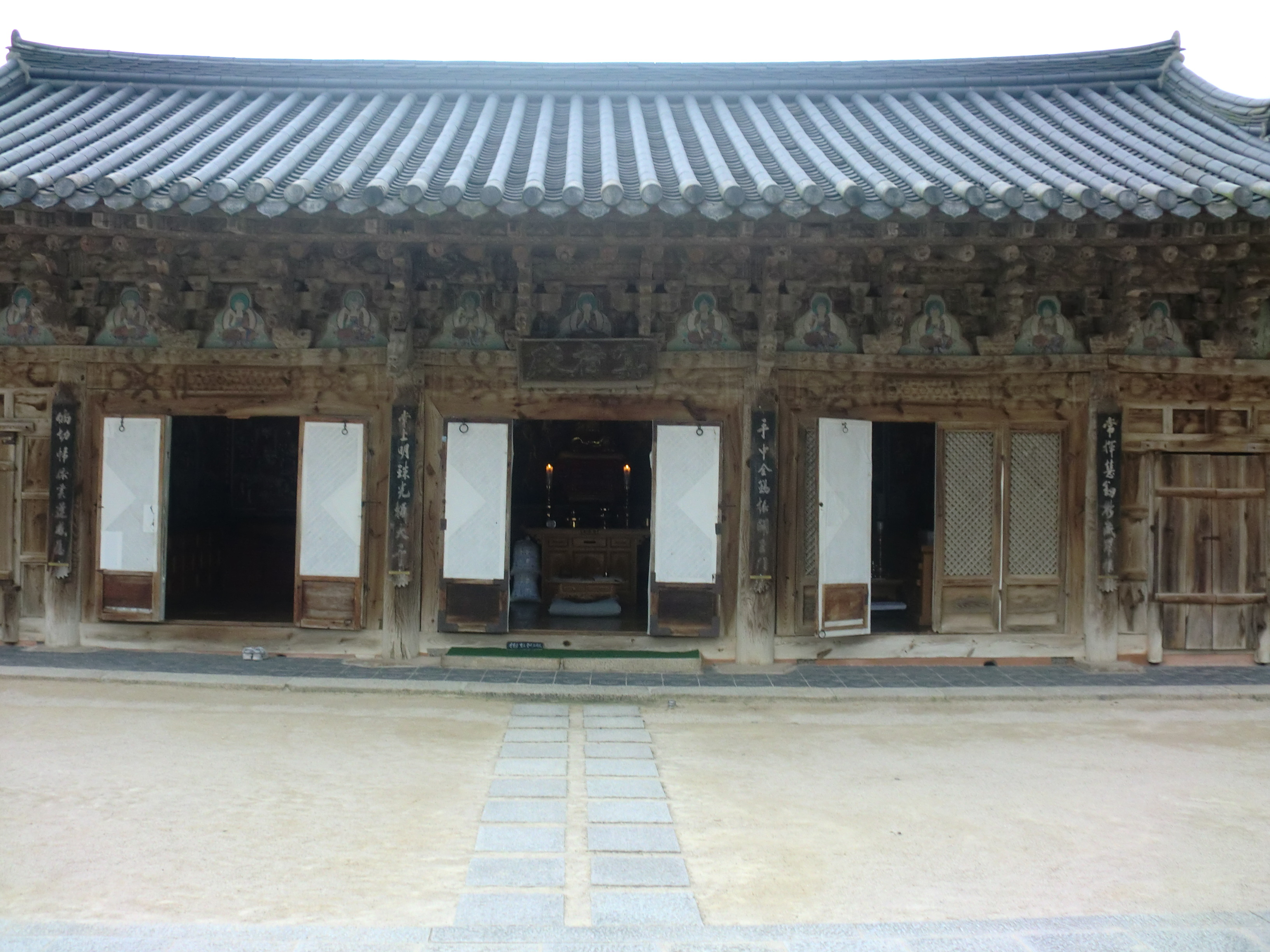
경상남도 양산시 통도사 명부전
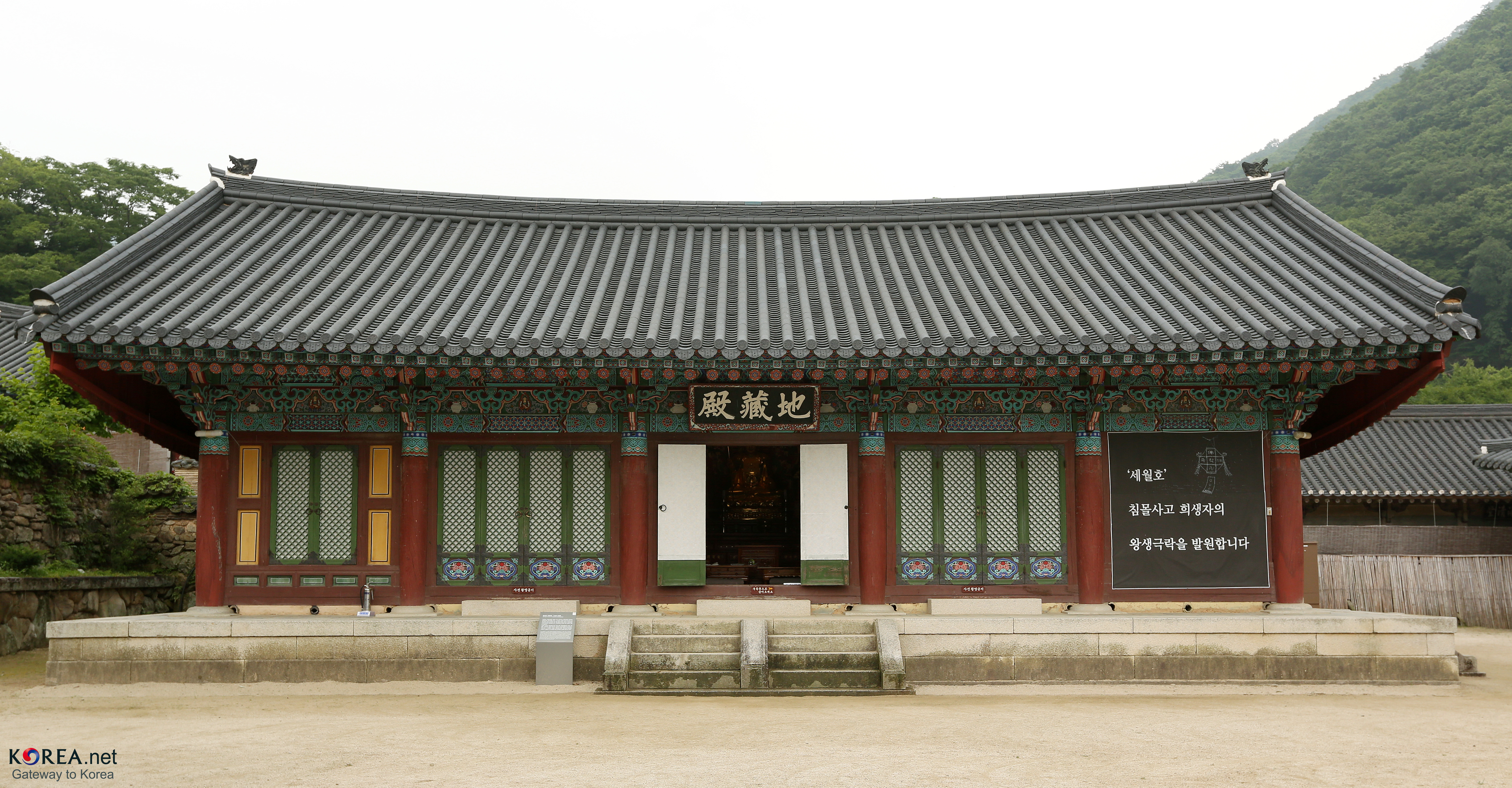
전라남도 순천시 송광사 지장전
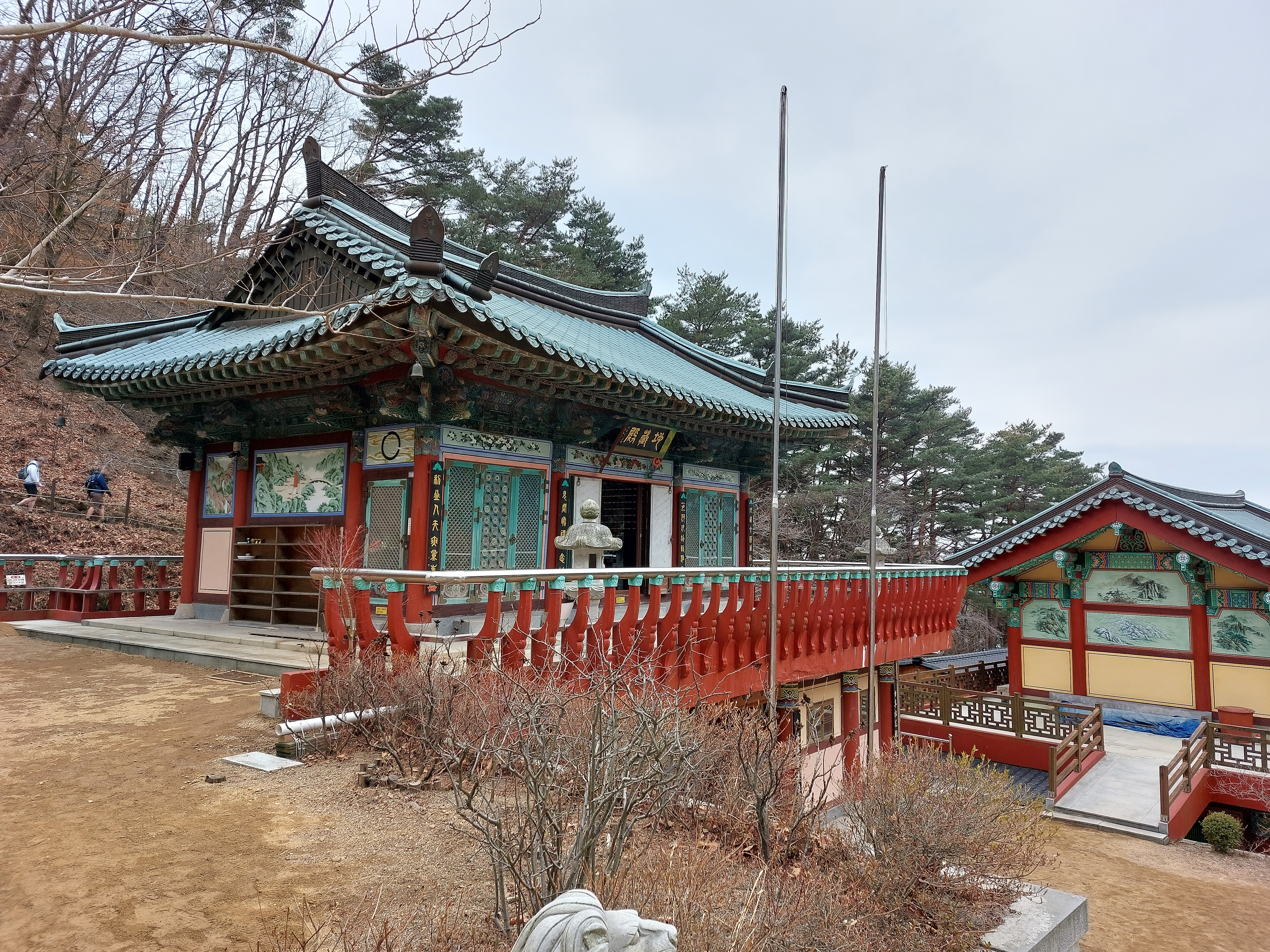
대구광역시 팔공산 관암사 지장전

## 같이 보기
- 제목에 "지장전" 항목을 포함한 모든 문서
- 제목에 "명부전" 항목을 포함한 모든 문서
- 제목에 "시왕전" 항목을 포함한 모든 문서